# Egentliga Finlands välfärdsområde
Egentliga Finlands välfärdsområde (finska: Varsinais-Suomen hyvinvointialue) är ett av de 21 välfärdsområdena i Finland. Välfärdsområdet grundades som en del av reformen som berör social- och hälsovården och räddningsväsendet i Finland, och det omfattar samma område som landskapet Egentliga Finland.

Egentliga Finlands välfärdsområde.

## Kommuner
Området ansvarar för social- och hälsovård, räddningsväsendets tjänster samt elevhälsans psykolog- och kuratorstjänster från och med 1 januari 2023 för invånarna i följande 27 kommuner:
- Aura kommun
- Gustavs
- Kimitoön
- Koskis (Åbl)
- Letala
- Lundo
- Loimaa
- Masko
- Nousis
- Nystad
- Nådendal
- Oripää
- Pargas
- Pemar
- Pyhäranta
- Pöytis
- Reso
- Rusko
- Sagu
- Salo
- Somero
- S:t Karins
- S:t Mårtens
- Tövsala
- Vemo
- Virmo
- Åbo

## Tjänster

### Sjukvård
Kommunerna på Egentliga Finlands välfärdsområde tillhör Egentliga Finlands sjukvårdsdistrikt. Det finns åtta sjukhus på området som alla styrs av Åbo universitetscentralsjukhus (ÅUCS):
- ÅUCS Halikko sjukhus
- ÅUCS Kirurgiska sjukhus (i Åbo)
- ÅUCS Loimaa sjukhus
- ÅUCS Reso sjukhus
- ÅUCS Salo sjukhus
- ÅUCS Stamsjukhus (i Åbo)
- ÅUCS Vakka-Suomi sjukhus (i Nystad)
- ÅUCS Åbolands sjukhus

Egentliga Finlands sjukvårdsdistrikt har drygt 480 000 invånare. Även Åbo universitet tillhör sjukvårdsdistriktets samkommun.

### Räddningsväsendet

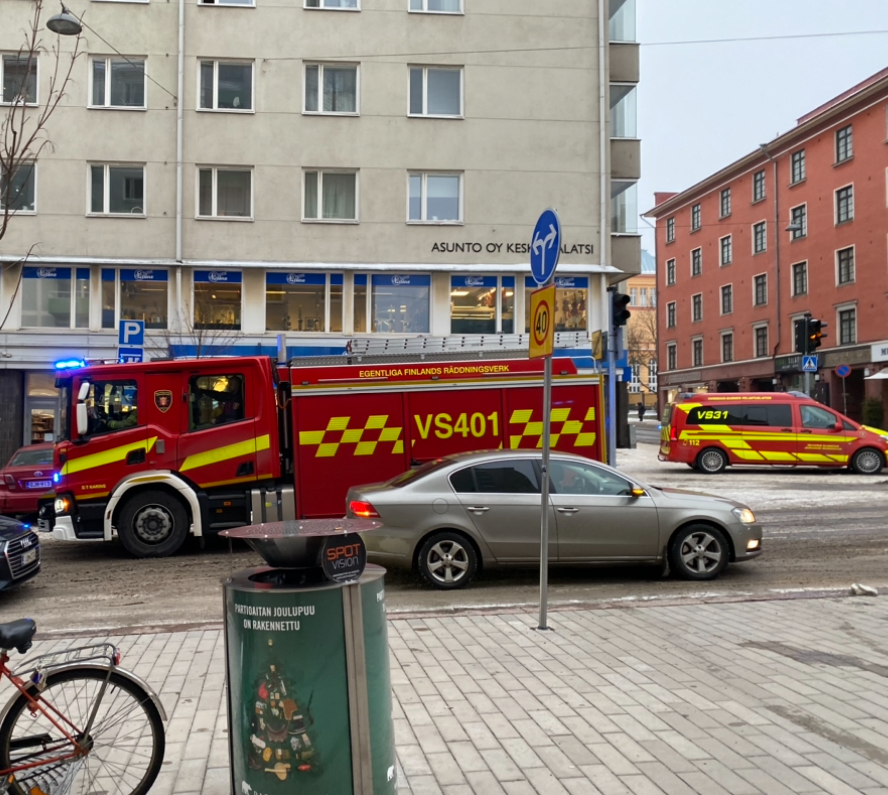
Egentliga Finlands räddningsverks brandbilar i Åbo.

Egentliga Finlands räddningsverk är verksamt i samtliga kommuner i området. 

## Beslutsfattande

### Välfärdsområdesvalet
Vid välfärdsområdesval utses välfärdsområdesfullmäktige för välfärdsområdena, som ansvarar för ordnandet av social- och hälsovården och räddningsväsendet från och med den 1 januari 2023. Välfärdsområdena har självstyre och den högsta beslutanderätten utövas av välfärdsområdesfullmäktige. Välfärdsområdesval sker samtidigt som kommunalvalen.
Det första välfärdsområdesvalet skedde den 23 januari 2022. Då valdes 79 medlemmar till välfärdsområdesfullmäktige.

### Välfärdsområdesfullmäktige
Välfärdsområdesfullmäktige ansvarar för välfärdsområdets verksamhet och ekonomi. Fullmäktige fattar beslut om årsbudgeten, godkänner bokslutet och ansvarar för strategiska linjer.

### Mandatfördelning
| 10 | 16 | 7 | 8 | 12 | 5 |  |  | 18 |

| 38 | 41 |

| 9 | 19 | 10 | 5 | 13 | 4 |  | 17 |